# Бенн, Хилари
Хилари Джеймс Веджвуд Бенн (англ. Hillary James Wedgwood Benn, род. 26 ноября 1953 года) — британский политик из Лейбористской партии, являвшийся членом парламента от Лидс Сентрал после дополнительных выборов в 1999 году. Он работал в Кабинете министров с 2003 по 2010 год под руководством Тони Блэра и Гордона Брауна, а с мая 2015 года по июнь 2016 года был теневым министром иностранных дел. В октябре 2016 года он был избран первым председателем нового Специального комитета по выходу из Европейского союза. С 5 июля 2024 года — министр по делам Северной Ирландии в кабинете Кира Стармера.

## Ранняя жизнь и образование
Родился в Хаммерсмите, Лондон, он является вторым сыном бывшего члена кабинета министров Великобритании Тони Бенна и просветителя американского происхождения Кэролайн Бенн (урожденной Де Камп). Бенн — член парламента в четвертом поколении: его отец, его дед по отцовской линии лорд Стэнсгейт, а также его прадеды Дэниел Холмс и сэр Джон Бенн были членами парламента, в основном с фракциями Либеральной партии.
Бенн учился в школе Norland Place, Westminster Under School, Holland Park School и Сассекском университете, где он получил диплом по русским и восточноевропейским исследованиям. У Бенна есть старший брат Стивен, младшая сестра Мелисса и младший брат Джошуа. Размышляя о своем воспитании, он сказал: «Я вырос в семье, где мы говорили о состоянии мира за завтраком, когда мы ели ночью, и все моменты между ними».